# Eugene Borden
Eugene Borden (París; 21 de marzo de 1897 - Los Ángeles, California; 2 de julio de 1971) fue un actor estadounidense, tanto en la era del cine mudo como en la era del cine sonoro. Nació en Francia y posteriormente migró a los Estados Unidos en su adolescencia, entrando a la industria cinematográfica unos años después. Durante su brillante carrera apareció en cerca de 150 películas; también lo hizo en numerosos cortos, series y programas de televisión.

## Vida y obra
Llamado al nacer Élysée Eugène Prieur-Bardin, nació en París, Francia, el 21 de marzo de 1897, migró a los Estados Unidos a los 17 años de edad.  En 1917 ya era parte de la industria cinematográfica, participando en The Slacker  de Christy Cabanne. En sus más de 43 años de carrera apareció en 160 películas, generalmente era protagonista de papeles de mano de obra, interpretando a carteristas, chóferes y conserjes.
Durante su larga carrera, Borden apareció en diversas filmaciones. Durante la época del cine mudo, fue protagonista de producciones icónicas como  Revelation de George D. Baker en 1918); Blue Blood  de 1925, dirigida por Scott R. Dunlap; la versión original de Gentlemen Prefer Blondes en 1928), dirigida por Malcolm St. Clair. En este mismo período, Borden también apareció en dos exitosas obras de Broadway: The Better 'Ole, un musical con más de 350 representaciones entre los años 1918 y 1919; y la comedia musical The French Maid, con producción musical de George Gershwin y Gus Edwards.
Borden se abrió paso dentro del cine sonoro al aparecer en un gran número de películas donde interpretó papeles protagonistas. Apareció en numerosas películas en los años 1930, entre las cuales están: Marie Galante, dirigida por Henry King con Spencer Tracy como protagonista; en 1936, participó en la comedia Wife vs. Secretary, protagonizada por Clark Gable, Jean Harlow and Myrna Loy, a lado de Jimmy Stewart en sus primeras apariciones en la pantalla grande; En 1937 apareció en la comedia romántica Cafe Metropole, protagonizada por Tyrone Power, Loretta Young y Adolphe Menjou;  en la producción de 1938 Happy Landing, protagonizada por Sonja Heine y Don Ameche; y en la versión de 1939 de The Three Musketeers, protagonizada por Don Ameche y los Ritz Brothers. Borden continuó con su carrera en los años 1940, apareciendo en varias docenas de filmes, entre los que destacan: The Mark of Zorro de 1940, protagonizada por Tyrone Power, Linda Darnell y Basil Rathbone, en la que Borden tuvo un papel importante; la comedia de 1942 The Lady is Willing, protagonizada por Fred MacMurray y Marlene Dietrich; The Song of Bernadette de 1945, protagonizada por Jennifer Jones y un reparto de estrellas de renombre; interpretó al oficial de servicio de intendencia en el clásico de Bogart y Bacall To Have and Have Not; en el clásico The Razor's Edge de 1946, siendo protagonistas Tyrone Power y Gene Tierney; también en la reconocida participación de Rita Hayworth en Gilda in 1946; interpretó a Michael, el propietario de un restaurante francés, en The Bishop's Wife, junto con Cary Grant, Loretta Young y David Niven; y participó en 1949 en el musical On the Town, con el protagonista y director Gene Kelly, junto a Frank Sinatra, Betty Garrett y Ann Miller.
Borden continuó actuando en el cine en los años 1950, así como incursionando en la recién nacida televisión. Una de sus más notables actuaciones tuvo lugar en el musical clásico que se tituló An American in Paris, en 1951, protagonizada por Gene Kelly, Leslie Caron y Oscar Levant, interpretó al casero de Kelly y Levat, Georges Mattieu. Otras películas en las que participó son All About Eve en 1950, protagonizada por Bette Davis y Anne Baxter; la comedia de Bob Hope My Favorite Spy; la producción de Howard Hawks The Big Sky en 1952, protagonizada por Kirk Douglas; The Far Country, dirigida en 1955 por Anthony Mann y protagonizada por James Stewart, Ruth Roman y Walter Brennan; To Catch a Thief de 1955,protagonizada por Cary Grant y Grace Kelly; otra producción de James Stewart tituladaThe Spirit of St. Louis en 1957, dirigida por Billy Wilder; y el clásico de terror de 1958, The Fly, protagonizada por Al Hedison y Vincent Price. Borden apareció en diversas películas en los años 1960, pero en este período se dedicó principalmente a las actuaciones en la pequeña pantalla. Entre sus interpretaciones más importantes de esta década figuran:  En 1960, Can-Can, protagonizada por Frank Sinatra, Shirley MacLaine, Maurice Chevalier y Louis Jourdan; Take Her, She's Mine en 1963, interpretada por James Stewart y Sandra Dee; y la comedia de Jerry Lewis y Tony Curtis, Boeing, Boeing (1965). Su última aparición en la gran pantalla tuvo lugar en 1966 en la producción llamada Our Man Flint, protagonizada por James Coburn.
Adicionalmente a su trabajo en el cine, Borden apareció en numerosas series de televisión durante los años 1950 y 1960, entre los que se incluyen: My Little Margie, Climax!, The Millionaire, The George Burns and Gracie Allen Show, Have Gun, Will Travel, Perry Mason, The Twilight Zone, Combat!, The Farmer's Daughter y Rawhide. La última actuación de Borden en televisión tuvo lugar en 1966 en la serie de televisión Run for Your Life.
Tras retirarse de la industria cinematográfica, Borden vivió en la comunidad de retiro Motion Picture Home, en Woodland Hills, California.  Murió el 21 de julio de 1971 a los 74 años de edad, fue enterrado en el Woodlawn Memorial Cemetery, un cementerio localizado en Santa Mónica.

## Filmografía
(Datos obtenidos de American Film Institute (AFI) y de IMDb.com)
- The Slacker (1917)
- Draft 258 (1917)
- Think It over (1917)
- The Liar  (1918)
- Cyclone Higgins, D.D.  (1918)
- Revelation  (1918)
- The Stealers  (1920)
- The Barricade  (1921)
- The Porcelain Lamp  (1921)
- Blue Blood  (1925)
- The Jade Cup  (1926)
- Gentlemen Prefer Blondes  (1928)
- Hold Your Man  (1929)
- Le spectre vert  (1930)
- The Woman Racket  (1930)
- Chasing Rainbows (1930)
- La veuve joyeuse  (1934)
- Bolero (1934)
- Coming Out Party  (1934)
- Hell in the Heavens  (1934)
- Marie Galante  (1934)
- Sadie McKee (1934)
- The Cat and the Fiddle  (1934)
- I'll Tell the World  (1934)
- L'homme des Folies Bergère  (1935)
- Goin' to Town  (1935)
- Under Two Flags  (1936)
- Wife vs. Secretary  (1936)
- Fatal Lady  (1936)
- Till We Meet Again  (1936)
- The Road to Glory  (1936)
- Everybody's Old Man  (1936)
- Souls at Sea  (1937)
- Charlie Chan on Broadway  (1937)
- Thin Ice  (1937)
- Cafe Metropole  (1937)
- They Gave Him a Gun  (1937)
- Big Town Girl  (1937)
- I Met Him in Paris  (1937)
- The Firefly  (1937)
- Espionage (1937)
- Seventh Heaven  (1937)
- The Lady Escapes  (1937)
- Jewels of Brandenburg (1937)
- Charlie Chan at Monte Carlo  (1938)
- Happy Landing  (1938)
- Battle of Broadway  (1938)
- Always Goodbye  (1938)
- Artists and Models Abroad (1938)
- A Trip to Paris  (1938)
- The Lone Wolf in Paris  (1938)
- I'll Give a Million  (1938)
- Mysterious Mr. Moto  (1938)
- Sharpshooters  (1938)
- Pack Up Your Troubles  (1939)
- Chasing Danger  (1939)
- News Is Made at Night  (1939)
- Everything Happens at Night  (1939)
- The Three Musketeers  (1939)
- The Mark of Zorro  (1940)
- The Man I Married  (1940)
- Down Argentine Way  (1940)
- I Was an Adventuress  (1940)
- Earthbound  (1940)
- Charlie Chan in Rio  (1941)
- I Was a Prisoner on Devil's Island  (1941)
- Scotland Yard  (1941)
- That Night in Rio  (1941)
- Week-End in Havana  (1941)
- Dr. Renault's Secret (1942)
- Footlight Serenade  (1942)
- Casablanca (1942)
- Kid Glove Killer  (1942)
- The Lady is Willing  (1942)
- Paris Calling  (1942)
- Sleepytime Gal  (1942)
- Gildersleeve on Broadway  (1943)
- Mission to Moscow  (1943)
- Paris After Dark (1943)
- Wintertime  (1943)
- Adventure in Iraq  (1943)
- The Desert Song  (1944)
- Dark Waters  (1944)
- Mrs. Parkington  (1944)
- Our Hearts Were Young and Gay  (1944)
- Strange Affair  (1944)
- Till We Meet Again  (1944)
- The Song of Bernadette  (1945)
- To Have and Have Not  (1945)
- The Caribbean Mystery  (1945)
- Dakota  (1945)
- The Dolly Sisters  (1945)
- A Song to Remember  (1945)
- Thrill of a Romance  (1945)
- Yolanda and the Thief  (1945)
- Boston Blackie and the Law  (1946)
- The Catman of Paris  (1946)
- Cloak and Dagger  (1946)
- Do You Love Me  (1946)
- Gilda  (1946)
- Never Say Goodbye  (1946)
- The Razor's Edge  (1946)
- The Return of Monte Cristo  (1946)
- The Searching Wind  (1946)
- So Dark the Night  (1946)
- The Thrill of Brazil  (1946)
- The Jolson Story  (1947)
- Cigarette Girl  (1947)
- The Foxes of Harrow  (1947)
- Framed  (1947)
- Jewels of Brandenburg  (1947)
- Killer McCoy  (1947)
- The Lost Moment  (1947)
- The Perils of Pauline  (1947)
- The Bishop's Wife  (1948)
- Glamour Girl  (1948)
- Rogues' Regiment  (1948)
- Saigon  (1948)
- Mighty Joe Young  (1949)
- On the Town  (1949)
- All About Eve  (1950)
- Black Hand  (1950)
- Last of the Buccaneers  (1950)
- The Petty Girl  (1950)
- Under My Skin  (1950)
- An American in Paris  (1951)
- Flame of Stamboul  (1951)
- The Law and the Lady  (1951)
- The Light Touch  (1951)
- My Favorite Spy  (1951)
- On the Riviera  (1951)
- Silver Canyon  (1951)
- Up Front  (1951)
- Bal Tabarin  (1952)
- The Happy Time  (1952)
- Thunderbirds  (1952)
- The Big Sky  (1952)
- The Iron Mistress  (1952)
- Red Ball Express  (1952)
- April in Paris  (1953)
- A Blueprint for Murder  (1953)
- Dangerous When Wet  (1953)
- Ma and Pa Kettle on Vacation  (1953)
- Saginaw Trail  (1953)
- Titanic  (1953)
- Paris Model (1953)
- Hell and High Water  (1954)
- Jubilee Trail  (1954)
- Phffft!  (1954)
- So This Is Paris  (1955)
- The Far Country  (1955)
- Interrupted Melody  (1955)
- It's Always Fair Weather  (1955)
- The Purple Mask  (1955)
- Three for the Show  (1955)
- To Catch a Thief  (1955)
- Pirates of Tripoli (1955)
- The Best Things in Life Are Free  (1956)
- Silk Stockings  (1957)
- The Spirit of St. Louis  (1957)
- The Tarnished Angels  (1958)
- The Fly  (1958)
- Me and the Colonel  (1958)
- The Perfect Furlough  (1959)
- Can-Can  (1960)
- Seven Thieves  (1960)
- All in a Night's Work (1961)
- Back Street (1961)
- Take Her, She's Mine (1963)
- What a Way to Go! (1964)
- Boeing Boeing (1965)
- Our Man Flint (1966)

|}